# Bundesstraße 481
Pour les articles homonymes, voir Route 481.
La Bundesstraße 481 est une Bundesstraße du Land de Rhénanie-du-Nord-Westphalie.

## Géographie
La B 481 commence à Rheine au croisement avec la B 70 puis traverse la zone urbaine en direction du sud en passant par Emsdetten. Plus au sud, la B 481 croise la B 219 à Greven. Elle se termine comme une autoroute fédérale à la jonction de Greven de l'A 1 et continue comme la L 587 à partir de là.

## Histoire
La route de campagne entre Rheine et Mesum devient une chaussée en 1897 et la section suivante vers Emsdetten en 1899. La ligne de chemin de fer parallèle à la route répond déjà à une grande partie des besoins de trafic, de sorte qu'une construction d'une chaussée pour aller plus rapidement n'aurait pas été économique.
La B 481 est créée au début des années 1960 pour améliorer le réseau routier fédéral. Le tronçon de Rheine à la Bundesautobahn 30 n'est ajouté que quelques années plus tard, mais est maintenant classé comme Landesstraße.

## Source
- (de) Cet article est partiellement ou en totalité issu de l’article de Wikipédia en allemand intitulé « Bundesstraße 481 » (voir la liste des auteurs).